# Alessandro Pittin
Alessandro Pittin (Tolmezzo, 11 februari 1990) is een Italiaanse noordse combinatieskiër. Hij vertegenwoordigde zijn vaderland op de Olympische Winterspelen 2006 in Turijn, op de Olympische Winterspelen 2010 in Vancouver, op de Olympische Winterspelen 2014 in Sotsji en op de Olympische Winterspelen 2018 in Pyeongchang.

## Carrière
In Turijn nam Pittin deel aan de Olympische Winterspelen van 2006, op dit toernooi eindigde hij als 46e op de Gundersen. 
In december 2007 maakte de Italiaan in Ramsau zijn wereldbekerdebuut, elf maanden later scoorde hij in Kuusamo zijn eerste wereldbekerpunten. In januari 2009 finishte Pittin voor de eerste maal in zijn carrière in de toptien van een wereldbekerwedstrijd. Op de wereldkampioenschappen noordse combinatie 2009 in Liberec eindigde de Italiaan als zesde op de grote schans, als 21e op de massastart en als 24e op de normale schans. Samen met Giuseppe Michielli, Armin Bauer en Davide Bresadola eindigde hij als zevende in de teamwedstrijd. In december 2009 eindigde hij in Ramsau voor de eerste maal in zijn carrière op het podium van een wereldbekerwedstrijd. Tijdens de Olympische Winterspelen van 2010 in Vancouver veroverde Pittin de bronzen medaille op de normale schans, daarnaast eindigde hij als zevende op de grote schans. In de landenwedstrijd eindigde hij samen met Lukas Runggaldier, Giuseppe Michielli en Armin Bauer op de tiende plaats.
In Oslo nam de Italiaan deel aan de wereldkampioenschappen noordse combinatie 2011. Op dit toernooi eindigde hij als zeventiende op de normale schans en als 27e op de grote schans. In beide landenwedstrijden eindigde hij één keer als zevende en één keer als negende. Op 13 januari 2012 boekte Pittin in Chaux-Neuve zijn eerste wereldbekerzege. Op de wereldkampioenschappen noordse combinatie 2013 in Val di Fiemme eindigde de Italiaan als negentiende op de normale schans en als 24e op de grote schans. Samen met Lukas Runggaldier, Giuseppe Michielli en Armin Bauer eindigde hij als zevende in de landenwedstrijd, op het onderdeel teamsprint eindigde hij samen met Armin Bauer op de zevende plaats. Tijdens de Olympische Winterspelen van 2014 in Sotsji eindigde Pittin als vierde op de normale schans en als achttiende op de grote schans. In de landenwedstrijd eindigde hij samen met Armin Bauer, Lukas Runggaldier en Samuel Costa op de achtste plaats.
In Falun nam hij deel aan de wereldkampioenschappen noordse combinatie 2015. Op dit toernooi sleepte hij de zilveren medaille in de wacht op de normale schans, op de grote schans eindigde hij op de 25e plaats. Samen met Armin Bauer, Lukas Runggaldier en Samuel Costa eindigde hij als vierde in de landenwedstrijd, op het onderdeel teamsprint eindigde hij samen met Samuel Costa op de vijfde plaats. Op de wereldkampioenschappen noordse combinatie 2017 in Lahti eindigde de Italiaan als negentiende op de normale schans en als twintigste op de grote schans. Samen met Armin Bauer, Lukas Runggaldier en Samuel Costa eindigde hij als zesde in de landenwedstrijd, op het onderdeel teamsprint eindigde hij samen met Samuel Costa op de zesde plaats. Tijdens de Olympische Winterspelen van 2018 in Pyeongchang eindigde Pittin als negentiende op de normale schans en als 27e op de grote schans. In de landenwedstrijd eindigde hij samen met Lukas Runggaldier, Aaron Kostner en Raffaele Buzzi op de achtste plaats.
In Seefeld nam hij deel aan de wereldkampioenschappen noordse combinatie 2019. Op dit toernooi eindigde hij als dertiende op de normale schans en als 22e op de grote schans. Samen met Aaron Kostner eindigde hij als vijfde op de teamsprint, in de landenwedstrijd eindigde hij samen met Raffaele Buzzi, Aaron Kostner en Samuel Costa op de zevende plaats.

## Resultaten

### Olympische Spelen
| Jaar | Plaats      | Resultaten                                |
| ---- | ----------- | ----------------------------------------- |
| 2006 | Turijn      | 46e 15 km Gundersen                       |
| 2010 | Vancouver   | Gundersen NH · 7e Gundersen LH · 10e Team |
| 2014 | Sotsji      | 4e Gundersen NH 18e Gundersen LH 8e Team  |
| 2018 | Pyeongchang | 19e Gundersen NH 27e Gundersen LH 8e Team |

### Wereldkampioenschappen
| Jaar | Plaats        | Resultaten                                                |
| ---- | ------------- | --------------------------------------------------------- |
| 2009 | Liberec       | 6e Gundersen LH 21e massastart 24e Gundersen NH 7e Team   |
| 2011 | Oslo          | 17e Gundersen NH 27e Gundersen LH 7e Team LH 9e Team NH   |
| 2013 | Val di Fiemme | 19e Gundersen NH 24e Gundersen LH 7e Team 7e Teamsprint   |
| 2015 | Falun         | Gundersen NH · 25e Gundersen LH · 4e Team · 5e Teamsprint |
| 2017 | Lahti         | 19e Gundersen NH 20e Gundersen LH 6e Team 6e Teamsprint   |
| 2019 | Seefeld       | 13e Gundersen NH 22e Gundersen LH 7e Team 5e Teamsprint   |

### Wereldbeker
Eindklasseringen
| Seizoen   | Plaats |
| --------- | ------ |
| 2008/2009 | 35e    |
| 2009/2010 | 13e    |
| 2010/2011 | 21e    |
| 2011/2012 | 7e     |
| 2012/2013 | 52e    |
| 2013/2014 | 17e    |
| 2014/2015 | 11e    |
| 2015/2016 | 47e    |
| 2016/2017 | 38e    |
| 2017/2018 | 24e    |
| 2018/2019 | 19e    |
| 2019/2020 | 24e    |

Wereldbekerzeges
| Datum           | Plaats      | Onderdeel       |
| --------------- | ----------- | --------------- |
| 13 januari 2012 | Chaux-Neuve | 10 km Gundersen |
| 14 januari 2012 | Chaux-Neuve | 10 km Gundersen |
| 15 januari 2012 | Chaux-Neuve | 10 km Gundersen |